# Sellui
Sellui, antigament Sersui, és un poble del terme municipal de Baix Pallars, a la comarca del Pallars Sobirà. Pertanyia a l'antic terme, suprimit el 1969, de Montcortès de Pallars. Està constituït en entitat municipal descentralitzada.
És al nord del terme municipal, a la Vall d'Ancs. Tenia 16 habitants l'any 2013.
Sellui compta, senceres o en ruïnes, amb tres esglésies: la sufragània de Santa Coloma, la capella romànica de Sant Andreu i un probable antic monestir encara no identificat.

## Etimologia
Es tracta, segons Joan Coromines, d'un altre dels molts topònims pallaresos preromans, d'origen iberobasc. La primera arrel és la de çulo (forat), rere el qual es troba el sufix -oi, també basc, sembla que de caràcter col·lectivitzador. Es tractaria, doncs, d'un "paratge amb molts forats", en referència a l'entorn geològic de Sellui.

## Història

### Edat moderna
En el fogatge del 1553, Sellui (Çeluy) declara 5 focs laics.

### Edat contemporània
Pascual Madoz dedica un breu article del seu Diccionario geográfico... a Sellui (Celluy o Selluy). S'hi pot llegir que el poble està situat a la vora del riu d'Ancs, al capdavall d'un pendís de muntanya, on és combatut pels vents de ponent i de llevant. El clima hi és fred, i s'hi produeixen 
inflamacions. Tenia en aquell moment 7 cases i una església, dedicada a Santa Coloma, sufragània de la d'Ancs. Descriu el territori de Sellui com a pedregós i muntanyós.
S'hi collia ordi, patates, llegums i una mica de fruita, hortalisses i herba per als prats. S'hi criaven ovelles, i hi havia caça de llebres, conills i perdius. La població era de 12 veïns (caps de casa) i 72 
ànimes (habitants).

### L'Entitat Municipal Descentralitzada
La Entidad local menor de Selluy fou autoritzada per Decret del Ministerio de la Gobernación el 4 de desembre del 1953, en un decret signat per Francisco Franco i el ministre Blas Pérez González. Eren regides per un alcalde pedani. Passats els anys, aquestes entitats foren convertides en les actuals "Entitats municipals descentralitzades" i adaptades a les noves legislacions municipals.
Com està previst en la legislació municipal vigent en l'actualitat, els pobles constituïts en Entitat Municipal Descentralitzada (EMD) elegeixen, alhora que l'alcalde i regidors del seu municipi, un 
president d'EMD. En el cas de Sellui, aquesta figura ha estat coberta fins ara per:
- Jaume Miró i Mora (1979 - 1983)
- Antoni Jordana i Rocafort (1983 - 1995)
- Josep Peret i Vidal (1995 - 2007)
- Jaume Comas i Boix (2007 - 2011)
- Jordi Vives i Bonet (2011 - actualitat)

## Demografia
| 1990 | 1991 | 1994 | 1995 | 1996 | 2001 | 2003 | 2005 | 2010 | 2013 |
| ---- | ---- | ---- | ---- | ---- | ---- | ---- | ---- | ---- | ---- |
| 25   | 6    | 6    | 6    | 9    | 10   | 14   | 11   | 19   | 16   |

## Les cases del poble[6]
| - Casa Bernat - Casa Carrera - Casa Casolà - Casa Coix | - Casa Gascó - Casa Janot - Casa Janotet - Casa Joan | - Casa Manel - Casa Menut - Casa Moronat | - Casa Peret - Casa Peró - La Rectoria | - Casa Rinflat - Casa Xamorra - Casa Xirinell |